# Делла Порта, Джамбаттиста
Джамбаттиста делла Порта (итал. Giambattista della Porta; 1 ноября 1535, Вико-Экуенсе — 4 февраля 1615, Неаполь, Неаполитанское королевство) — итальянский полимат: врач, философ, алхимик и драматург. В части источников именуется Джованни Баттиста (делла) Порта (итал. Giovanni Battista della Porta).

## Биография и научная деятельность
Его физические исследования посвящены оптике, магнетизму и кристаллографии. Благодаря своим методам научных исследований делла Порта может считаться одним из первых учёных Европы в современном понимании этого слова. Его первой крупной работой было вышедшее в свет в 1558 году сочинение по алхимии Натуральная магия («Magia naturalis») (делла Порта утверждал, что написал её в возрасте 15 лет). В ней, в частности, приводится один из немногих существовавших рецептов по изготовлению так называемой «колдовской мази» для ведьм.
В 1558 году он дал описание камеры-обскуры и усовершенствовал её, применив собирательную линзу.
В 1560 году Джованни Порта организует в Неаполе первую физическую академию — «Академию тайн природы» (Academia Secretorum Naturae), но по указанию папы римского эта академия в этом же году была запрещена.
В 1563 опубликовал фундаментальный труд по криптологии — De furtivis literarum notis (Про скрытую значимость отдельных букв) , сделавший его известным.
В 1570 сконструировал усовершенствованный вариант Camera obscura, предшественницы современного фотоаппарата. Позднее он (в 1589) предложил использовать камеру-обскуру для выполнения рисунков и их проектирования (идея проекционного фонаря). Принцип действия камеры-обскуры он также использовал при разработке теории зрения. Он также обсуждал вопрос о соединении выпуклой и вогнутой линз для наблюдения далёких и близких предметов.
Выпустил научные работы, посвящённые сельскому хозяйству:
- Pomarium (о выращивании фруктов), 1583;
- Olivetum (о выращивании оливок), 1584;
- Villae (общий труд по агрономии), 1592.

В 1586 написал второе своё выдающееся сочинение — по медицине (Человеческая физиогномика (De humana physiognomia)). В 1588 ему последовала Phytognomica — работа по физиогномике растений.
Интерес делла Порта к магии и алхимии привёл к тому, что против учёного было начато следствие Святейшей инквизицией, завершившееся, впрочем, для него без последствий. Однако после этого делла Порта постепенно отошёл от научных изысканий и посвятил себя литературно-драматургической деятельности (в 1596 году в Бергамо выходит в свет его комедия Ловушка (La Trappolaria) и ряд других пьес), однако в 1601 году делла Порта производит опыт по определению количества пара, в который переходит определённое количество воды, а в 1606 году описывает термоскоп и опыт поднятия воды давлением пара.

## Избранные сочинения
- Magiae naturalis sive de miraculis rerum naturalium, 1558 (Алхимия)
- De furtivis literarum notis, 1563 (Криптология)
- De humana physiognomonia, 1586 (Медицина)
- Phytognomonica, 1588 (Ботаника) онлайн-ресурс Королевского ботанического сада, Мадрид
- Villae, 1592 (Сельское хозяйство)
- La Trappolaria, 1596 (Литература, комедия) (на итальянском языке)
- De telescopio, 1962